# Liste der geschützten Landschaftsbestandteile im Landkreis Eichsfeld
Im Landkreis Eichsfeld gab es im Juni 2024 insgesamt 4 ausgewiesene geschützte Landschaftsbestandteile.

## Geschützte Landschaftsbestandteile
| Heidkopf                                       |    | EIC0039 | Rustenfelde | ⊙ | 11,42 | 2. Aug. 2002  |
| Heinebrink                                     |    | EIC0040 | Rohrberg    | ⊙ | 5,91  | 7. Okt. 2002  |
| Schollenteich                                  | BW | EIC0004 | Haynrode    | ⊙ | 0,96  | 27. Sep. 2004 |
| Wachstedter See                                |    | EIC0029 | Wachstedt   | ⊙ | 1,57  | 24. März 2004 |
| Legende für Geschützter Landschaftsbestandteil |    |         |             |   |       |               |